# Павлов, Никифор Михайлович
Никифор Михайлович Павлов (1913—1945) — старший сержант Рабоче-крестьянской Красной Армии, участник Великой Отечественной войны, Герой Советского Союза (1945).

## Биография
Никифор Павлов родился 15 июля 1913 года в деревне Николаевское (ныне — Дорогобужский район Смоленской области). После окончания двух классов школы работал в родительском хозяйстве, затем был батраком. В 1939 году окончил Смоленский государственный педагогический институт, после чего работал учителем в сельской школе. В октябре 1939 года Павлов был призван на службу в Рабоче-крестьянскую Красную Армию. С начала Великой Отечественной войны — на её фронтах. Осенью 1941 года оказался в окружении, воевал в составе партизанского фронта.
К октябрю 1944 года гвардии старший сержант Никифор Павлов был начальником радиостанции роты связи 37-го гвардейского стрелкового полка 12-й гвардейской стрелковой дивизии 1-й ударной армии 3-го Прибалтийского фронта. Отличился во время форсирования Западной Двины. В ночь с 13 на 14 октября 1944 года Павлов в составе передового отряда переправился через Западную Двину под Ригой и принял активное участие в боях за захват и удержание плацдарма на её берегу, корректируя огонь советской артиллерии. Заменив собой погибшего в бою пулемётчика, он лично уничтожил более 25 солдат и офицеров противника. В критические моменты боёв на плацдарме три раза вызывал артиллерийский огонь на себя. 7 февраля 1945 года Павлов погиб в бою. Похоронен в братской могиле в польском городе Хощно.
Указом Президиума Верховного Совета СССР от 24 марта 1945 года за «образцовое выполнение заданий командования и проявленные мужество и героизм в боях с немецкими захватчиками» гвардии старший сержант Никифор Павлов был удостоен высокого звания Героя Советского Союза. Также был награждён орденами Ленина и Красной Звезды, рядом медалей.
В честь Павлова названа улица в Дорогобуже.